# Río Iouanga
El río Iouanga es un río de Nueva Caledonia. Tiene un área de influencia de 522 kilómetros cuadrados.